# Zuiderzeewerke

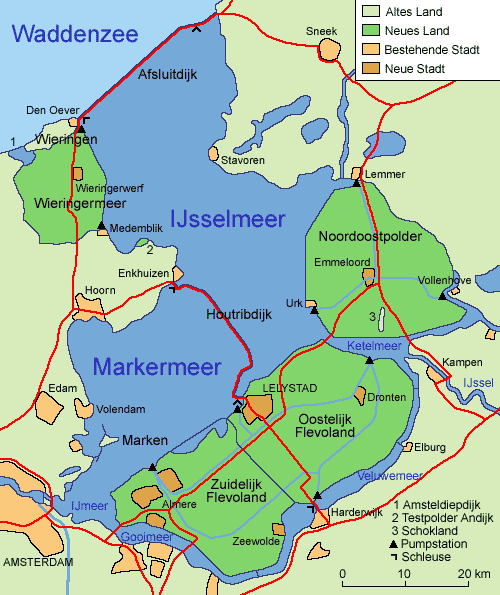
Übersichtskarte der Zuiderzeewerke

Die Zuiderzeewerke (niederländisch Zuiderzeewerken) sind ein großflächiges System von Deichen, Landgewinnungsflächen und Wasserpumpanlagen in den Niederlanden. Ziel war die Trennung der flachen Zuiderzee von der Nordsee und die Gewinnung von Neuland durch den Bau von Poldern im neu entstandenen IJsselmeer. Darüber hinaus sollte der Hochwasserschutz verbessert und die landwirtschaftliche Nutzfläche ausgedehnt werden. Zusammen mit den Deltawerken wurden die Zuiderzeewerke von der American Society of Civil Engineers als eines der Sieben Wunder der modernen Welt ausgewählt.

## Überblick
Die Pläne für die Zuiderzeewerke gehen bis auf das 17. Jahrhundert zurück. Bereits im Jahr 1667 hatte der niederländische Ingenieur Hendric Stevin, ein Sohn von Simon Stevin, den Plan vorgelegt, die Westfriesischen Inseln durch Dämme untereinander und mit dem Festland zu verbinden, damit große Teile des abgeriegelten Gebietes eingepoldert werden konnten. Mit den damaligen technischen Mitteln war dieses Projekt jedoch nicht zu realisieren. Durch die von der Zuiderzeeflut 1916 ausgelösten Ereignisse lebte das Projekt wieder auf. Es begannen die offiziellen Planungen auf der Grundlage von Entwürfen des Ingenieurs Cornelis Lely, der 1913 Verkehrsminister geworden war.
Das größte geplante Einzelobjekt war der 32 Kilometer lange Abschlussdeich (Afsluitdijk), der als Schutz vor der Nordsee dienen sollte. Doch zuerst wurde zu Testzwecken der Amsteldiepdijk gebaut; die Bauzeit betrug vier Jahre und die dabei gewonnenen Erkenntnisse flossen in den Bau des Afsluitdijks ein. Als dieser 1932 vollendet war, wurde die Zuiderzee vollständig abgetrennt und in IJsselmeer umbenannt.
Der nächste Schritt nach der Abtrennung vom Meer war die Schaffung von neuem Land, Polder genannt. Dies wurde durch den Bau von Deichen in einzelnen Sektionen des IJsselmeers und durch das Abpumpen des Wassers erreicht. Das war erst mit gigantischen Dampfpumpwerken des späten 19. Jahrhunderts in großem Maßstab möglich (siehe Pumpwerk De Cruquius und Pumpwerk Arkemheen als Beispiel). Der erste Polder, das Wieringermeer, war 1929 eingedeicht und wurde 1930 vollständig leergepumpt. Der nächste Polder, der Noordoostpolder, war bis 1942 vollständig leergepumpt und spielte eine wichtige Rolle als Rückzugsgebiet der niederländischen Widerstandsbewegung während des Zweiten Weltkriegs.
Nach dem Krieg begann das Leerpumpen des östlichen und südlichen Flevoland, ein umfangreiches Projekt mit einer Fläche von über 1000 km². Heute befinden sich dort die Städte Almere und Lelystad. Aufgrund ihrer Nähe zu Amsterdam ist Almere die am schnellsten wachsende Stadt des Landes. Im Markermeer war ein weiterer großer Polder geplant. Ob er jemals gebaut wird, ist unsicher, da das Gebiet mittlerweile eine hohe ökologische Bedeutung erlangt und sich zu einem Naherholungsgebiet entwickelt hat. 1986 entstand aus dem Nordostpolder und dem Flevolandpolder die neue Provinz Flevoland.
Die Zuiderzeewerke wurden 1986 von der American Society of Civil Engineers in die Liste der Historic Civil Engineering Landmarks aufgenommen.

## Planungsphase und Vorarbeiten
Das erste Konzept für die Abtrennung und Trockenlegung der Zuiderzee war bereits im 17. Jahrhundert ausgearbeitet worden, scheiterte aber an den fehlenden technischen Möglichkeiten. In der zweiten Hälfte des 19. Jahrhunderts erschienen die ersten durchführbaren Pläne. Das Hauptanliegen war der Schutz vor der offenen See und die Gewinnung wertvollen Landwirtschaftslandes. Einer der leidenschaftlichsten Verfechter war der Ingenieur und spätere Minister Cornelis Lely. Sein 1891 ausgearbeitetes Projekt diente als Grundlage für die späteren Zuiderzeewerke. Es sah einen großen Damm zwischen Noord-Holland und Friesland sowie die Errichtung von vier Poldern vor. Die Polder sollten im Nordwesten, Nordosten, Südosten und Südwesten des späteren IJsselmeeres entstehen. Dazwischen sollten zwei Wasserstraßen für die Schifffahrt und die Entwässerung zu liegen kommen. Das vom ursprünglichen Projekt betroffene Gebiet war 3500 km² groß.
Widerstand kam vor allem von den Fischern, die an der Zuiderzee lebten und ihre Lebensgrundlage bedroht sahen. Die Anwohner des Wattenmeers wiederum befürchteten als Folge der Abtrennung der Zuiderzee einen erhöhten Wasserspiegel. Ferner wurden Zweifel geäußert, ob das Projekt überhaupt finanzierbar sei. Als Lely 1913 Minister für Verkehr und öffentliche Arbeiten wurde, begann die Regierung offiziell mit den Planungen. Nach einem Wintersturm brachen 1916 an verschiedenen Stellen an der Zuiderzee die Deiche an den Küsten unter dem Druck des Wassers und das Land dahinter wurde überschwemmt, wie schon so oft in den Jahrhunderten zuvor. Dieses Ereignis sowie die Nahrungsmittelknappheit während des Ersten Weltkriegs bewirkten, dass die Zustimmung in der Bevölkerung zur Abtrennung der Zuiderzee vom Wattenmeer stieg.
Am 14. Juni 1918 verabschiedete das Parlament das Zuiderzee-Gesetz. Als Ziele wurden festgelegt:
- Schutz der zentralen Niederlande vor den Gefahren aufgrund starker Stürme mit hohem Wasserdruck auf die Küstenlinien und den Gezeiten der Nordsee
- Erhöhung der niederländischen Nahrungsmittelproduktion durch neues Land für landwirtschaftliche Nutzung
- bessere Kontrolle des Wassers durch die Umwandlung der ungebändigten salzwasserführenden Bucht in einen Süßwassersee

Im Mai 1919 wurde der Dienst der Zuiderzeewerken geschaffen; diese Behörde hatte die Aufsicht über die Ausführung des Projekts inne. Es wurde beschlossen, den Hauptdamm (Abschlussdeich) erst nach Bau eines kleineren Damms für allgemeine Testzwecke und Voruntersuchungen zu errichten. Dabei handelte es sich um den Amsteldiepdijk über den Amsteldiep zwischen der Insel Wieringen und dem nordholländischen Festland. Trotz seiner Länge von lediglich 2,5 Kilometern benötigte man für die Fertigstellung über vier Jahre (1920 bis 1924). Dabei wurden wertvolle Erkenntnisse gewonnen, die in die folgenden Etappen des Gesamtprojektes einflossen.

## Die Zuiderzee wird zum IJsselmeer

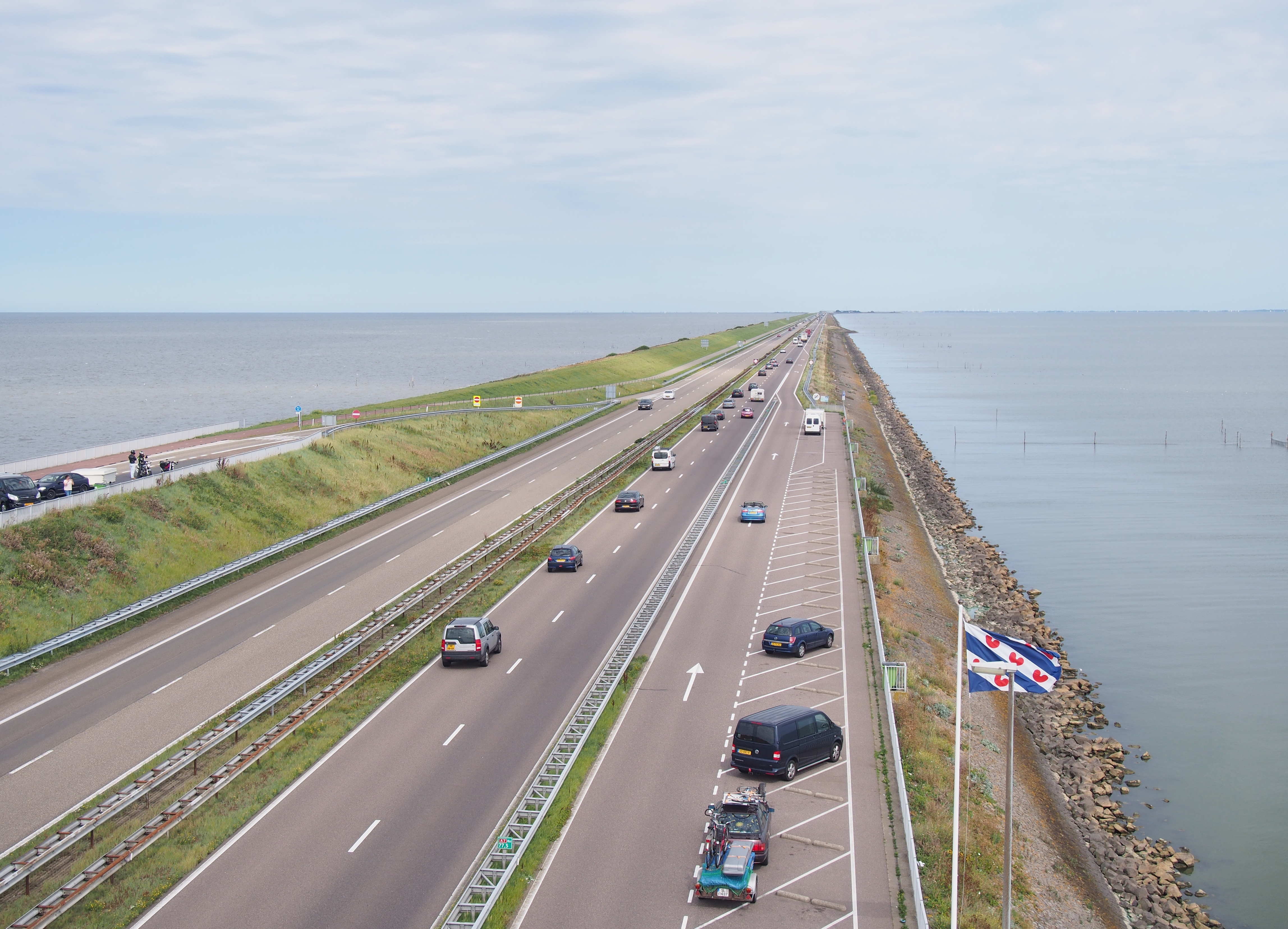
Der 32 km lange Afsluitdijk trennt das IJsselmeer (rechts) von der Nordsee (links)

Als zunehmend Bedenken über die Finanzierbarkeit des Projektes auftraten, vergab die Regierung 1927 eine Studie zur Wirtschaftlichkeit des Projekts. Diese kam zum Schluss, dass die Arbeiten nicht nur fortgesetzt, sondern sogar beschleunigt werden sollten. Im selben Jahr wurde beschlossen, mit den zwei nächsten Teilprojekten umgehend zu beginnen. Das erste war der Bau des Abschlussdeiches (Afsluitdijk) zwischen Den Oever in Noord-Holland und Zurich in Friesland. Seine Länge sollte 32 Kilometer betragen, die Breite 90 Meter, die Anfangshöhe 7,25 Meter über dem Meeresspiegel und die Seitenneigung 25 Prozent.
Vorangegangene Experimente hatten ergeben, dass Geschiebelehm für die Errichtung eines solchen Bauwerks weitaus besser geeignet war als Sand oder Tonerde. Der Geschiebelehm war zudem leicht verfügbar, da er gleich vor Ort am Grund der Zuiderzee mit Schwimmbaggern gewonnen werden konnte. Die Arbeiten am Deich begannen an vier verschiedenen Stellen gleichzeitig, auf beiden Seiten des Festlandes sowie auf den zwei künstlich geschaffenen Bauinseln Kornwerderzand und Breezand.
Mitten in der offenen See luden speziell gefertigte Lastschiffe den Geschiebelehm in zwei parallel verlaufenden Bahnen ab, der Zwischenraum wurde anschließend mit Sand aufgefüllt, bis er den Meeresspiegel erreicht hatte. Auf dieser Grundlage wurden nach und nach weitere, zum Wasser seitlich geböschte Schichten mit Geschiebelehm aufgebracht. Das im Wasser sitzende Deichfundament wurde mit Basaltsteinen und Matten aus Weidenruten gegen die Wassererosion verstärkt. Auf die Geschiebelehmlage wurde eine Sandschicht aufgebracht, darüber die den Deich abschließend abdeckende Schicht mit Tonerde. Hierin bildete sich dann die Grasnarbe, die das Deichbauwerk vor Abtrag durch Windeinfluss schützt. Auf der Deichkrone befinden sich auch die getrennt laufenden Fahrbahnen.
Der Baufortschritt ging schneller voran als erwartet. An drei Punkten entlang des Damms gab es Seegräben mit erhöhter Gezeitenströmung. Man war in der Planungsphase davon ausgegangen, dass diese Strömungsverhältnisse ein erhebliches Hindernis darstellen würden. Doch das Problem war überschätzt worden und die Arbeiten konnten ohne größere Komplikationen fortgeführt werden. Am 28. Mai 1932, zwei Jahre früher als ursprünglich geplant, wurde die letzte Lücke am Deichfuß auf Höhe des Meeresspiegels mit einem feierlichen Eimer Lehm geschlossen. Aus der Zuiderzee war nun das IJsselmeer geworden, das zu diesem Zeitpunkt noch stark salzhaltig war.
Der Deich selbst war damit noch nicht fertiggestellt, da er noch auf die Endhöhe gebracht werden musste. Es fehlte damit auch noch die verbindende Straße zwischen Friesland und Nordholland, die zur Erhöhung der Wirtschaftskraft der nördlichen Landesteile notwendig war. Die offizielle Eröffnung des Abschlussdeiches erfolgte dann am 25. September 1933; an dem Punkt, an dem die letzte Lücke geschlossen wurde, steht heute das Denkmal zur Erinnerung an den Erbauer Cornelis Lely. Insgesamt waren 23 Millionen Kubikmeter Sand und 13,5 Millionen Kubikmeter Geschiebelehm bewegt worden. Im Durchschnitt hatten jeden Tag 4000 bis 5000 Arbeiter an dem Damm gebaut. Während der Weltwirtschaftskrise Ende der 1920er Jahre sorgte J. Th. Westhoff als Direktor des staatlichen Arbeitsbeschaffungsamtes (Rijksdienst voor de Werkverruiming) dafür, dass Arbeitslose im Zuiderzee-Programm und beim Ausbau der Polder eingesetzt wurden. Dadurch konnte die hohe Arbeitslosenquote in den Niederlanden verringert werden. Die Baukosten betrugen auf den heutigen Wert umgerechnet rund 580 Millionen Euro.
Nebst dem eigentlichen Damm musste zur Sicherstellung des geschützten Wasseraustauschs und für die notwendige Schifffahrt an beiden Enden je ein Komplex mit Schleusen und Sielbauwerken errichtet werden. Der Komplex bei Den Oever heißt Stevinsluizen und umfasst eine Schleuse mit drei seitlich davon gelegenen Sielanlagen mit jeweils fünf einzelnen Sielen, durch die sich das Wasser des IJsselmeeres in das Wattenmeer ergießt. Der zweite Komplex bei Kornwerderzand wird als Lorentzsluizen bezeichnet und besitzt zwei Schleusen für die Schifffahrt und zwei nebengelagerte Sielanlagen mit jeweils fünf einzelnen Sielen.

## Die Polder
| Projekt             | Länge  | Baubeginn     | Deichschließung    | Leergepumpt am   |
| ------------------- | ------ | ------------- | ------------------ | ---------------- |
| Amsteldiepdijk      | 2,5 km | 29. Juni 1920 | 31. Juli 1924      | —                |
| Afsluitdijk         | 32 km  | Januar 1927   | 23. Mai 1932       | —                |
| Wieringermeer       | 18 km  | 1927          | 27. Juli 1929      | 31. August 1930  |
| Noordoostpolder     | 55 km  | 1936          | 13. Dezember 1940  | 9. Dezember 1942 |
| Oostelijk Flevoland | 90 km  | Anfang 1950   | 13. September 1956 | 29. Juni 1957    |
| Zuidelijk Flevoland | 70 km  | Anfang 1959   | 25. Oktober 1967   | 29. Mai 1968     |
| Houtribdijk         | 28 km  | 1963          | 4. September 1975  | —                |

### Wieringermeer

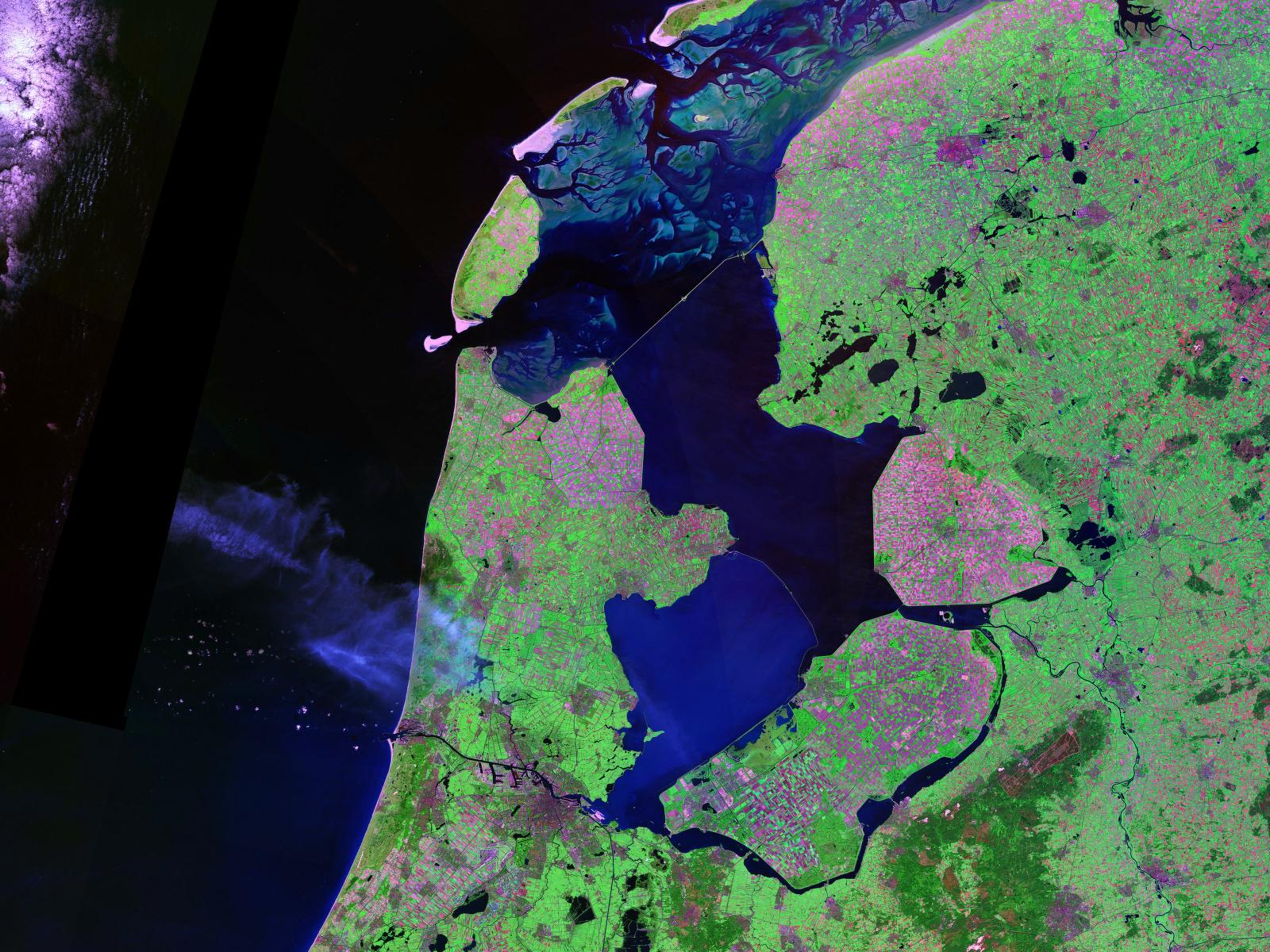
Landsat-Foto des IJsselmeers und umliegender Gebiete; man beachte den Unterschied zwischen dem alten Land (mehrheitlich grün) und dem neuen Land (mehrheitlich violett)

Das zweite Teilprojekt, das 1927 zusammen mit dem Abschlussdeich in Angriff genommen wurde, war der Bau des 200 km² großen Polders im Nordwesten, dem ersten und zugleich kleinsten der fünf geplanten Polder. Dadurch sollte südlich der Insel Wieringen die als Wieringermeer bekannte Wasserfläche trockengelegt werden. Der Wieringermeerpolder war der einzige, der noch der Zuiderzee abgerungen wurde (die anderen Polder entstanden erst nach der Fertigstellung des Abschlussdeiches). Von 1926 bis 1927 war bereits ein 0,4 km² kleiner Testpolder bei Andijk in Nordholland errichtet worden, um zu erforschen, wie sich das Leerpumpen auf den darunter liegenden und seitlich anschließenden Meeresboden auswirken würde und auf welche Art und Weise die weiteren Polder errichtet werden sollten.
Von Beginn an rechnete man damit, dass der Bau des insgesamt 18 Kilometer langen Deiches im Wieringermeer schwieriger sein würde als bei den nachfolgenden Poldern, da der Abschlussdeich noch nicht vollendet und die Gezeiten somit noch immer vorhanden waren. Doch die Errichtung des Deiches und der Bauinsel Oude Zeug verlief problemlos, so dass das Wieringermeer im Juli 1929 von der Zuiderzee abgetrennt werden konnte. Der nächste Schritt war das Auspumpen des Wassers aus dem zukünftigen Polder.
Für das Leerpumpen des Polders wurden zwei Pumpstationen (niederl. gemaal) gebaut; die mit einem Dieselmotor ausgestattete Leemans-Station bei Den Oever und die elektrisch angetriebene Lely-Station bei Medemblik. Die zwei verschiedenen Antriebsarten dienten als gegenseitige technische Absicherung (Redundanz): Sollte eine Station wegen eines Defekts ausfallen, würde die andere trotzdem in der Lage sein, den Polder trocken zu halten. Die im Februar 1930 vollendeten Stationen waren in der Lage, den Polder innerhalb von sechs Monaten leer zu pumpen. „Leerpumpen“ in diesem Zusammenhang bedeutet nicht, dass das Land völlig trocken war; im schlammigen Polder verstreut lagen noch zahlreiche flache Stillgewässer. Um die gewonnene Fläche nutzbar zu machen, musste zuerst ein Netz von Entwässerungsgräben angelegt werden. Die Hauptsammelkanäle, die das verbliebene Wasser aus der Zuiderzee und die zukommenden Niederschläge zu den Pumpstationen leiteten, waren bereits ausgehoben worden, als der Polder noch unter Wasser stand. Die Entwässerung des ehemaligen Meeresgrunds führte durch dessen Verdichtung aufgrund des Entfalls wasserführender Adern im Bodenaufbau zu Setzungen (an einigen Stellen bis zu einem Meter). Nachdem sich der Boden abschließend gesetzt hatte, wurden die kleineren Gräben durch unterirdische Drainagerohre ersetzt.
Nach der Inbetriebnahme der hydrologischen Infrastruktur wurde das neu gewonnene Land für die spätere Kultivierung vorbereitet. Die ersten Pflanzen, die den neuen Lebensraum eroberten, waren Schilfrohre. Die Samen wurden von Flugzeugen aus gesät, die über den schlammigen Polder hinweg flogen, als er noch entwässert wurde. Diese widerstandsfähigen Pflanzen saugten das restliche Wasser auf und bereicherten das Erdreich mit Sauerstoff. Dadurch konnte die Bodenstruktur verfestigt und die Ausbreitung von Unkraut unterbunden werden.
Die Schilfrohre wurden danach verbrannt und durch Raps ersetzt, wodurch sich der Polder im Frühling in ein gelbes Blütenmeer verwandelte. Auf den Raps folgten dann verschiedene Getreidearten. Im Wieringermeer war dies zunächst Roggen; in den nachfolgenden Poldern säte man aber zuerst Weizen, danach Gerste und zum Schluss Hafer. Dieser Prozess dauerte jeweils mehrere Jahre, doch sobald er beendet war, konnten die Bauern Feldfrüchte nach eigenem Ermessen anbauen. Parallel dazu errichtete man die Infrastruktur wie Straßen und Wohngebäude, so dass der Polder besiedelt werden konnte. Das Wieringermeer diente als riesiges Testgelände für Ideen und Techniken, die bei den nachfolgenden Poldern angewendet werden sollten. Noch heute wird der Polder fast ausschließlich für die Landwirtschaft genutzt; er besitzt einen ausgeprägt ländlichen Charakter und entspricht am ehesten dem ursprünglichen Konzept.
Vier Dörfer entstanden im Polder: Slootdorp (1931), Middenmeer (1933), Wieringerwerf (1936) und Kreileroord (1957). Die lokale Verwaltung erwies sich zunächst als kompliziert: Das Gebiet war unter den Festlandgemeinden aufgeteilt, gemäß den Grenzen, die schon bestanden, als das Wieringermeer tatsächlich noch ein Meer war. Diese Vereinbarung stellte sich als unpraktisch heraus, da sie die Zuständigkeiten nur unnötig aufteilte. Die erste Lösung war die Schaffung einer öffentlichen Körperschaft (openbaar lichaam), dem sowohl die staatliche Polderentwicklungsgesellschaft als auch eine Kommission aus Vertretern der Anrainergemeinden angehörten. Als die Bevölkerungszahl des Polders anstieg, erwies sich dieses Gebilde als zu kompliziert. Nachdem auch die neuen Bewohner eine einheitliche Verwaltung forderten, erfolgte schließlich am 1. Juli 1941 die Gründung der Gemeinde Wieringermeer.
Das große Werk wäre Ende des Zweiten Weltkrieges fast zunichtegemacht worden, als am 17. April 1945 ein deutscher Kommandant zur Abwehr alliierter Luftlandetruppen die Sprengung des Deiches zur Flutung des Polders anordnete. Zwar wurde niemand getötet, als das Wasser wieder anstieg, doch das eindringende Wasser und ein nachfolgender Sturm zerstörten den größten Teil der Infrastruktur, die im vorangegangenen Jahrzehnt errichtet worden war. Der Wiederaufbau erfolgte jedoch rasch und bereits Ende 1945 konnte der Polder wieder trockengelegt werden. Danach folgte der Wiederaufbau von Straßen, Brücken, Häusern und Bauernhöfen.

### Noordoostpolder

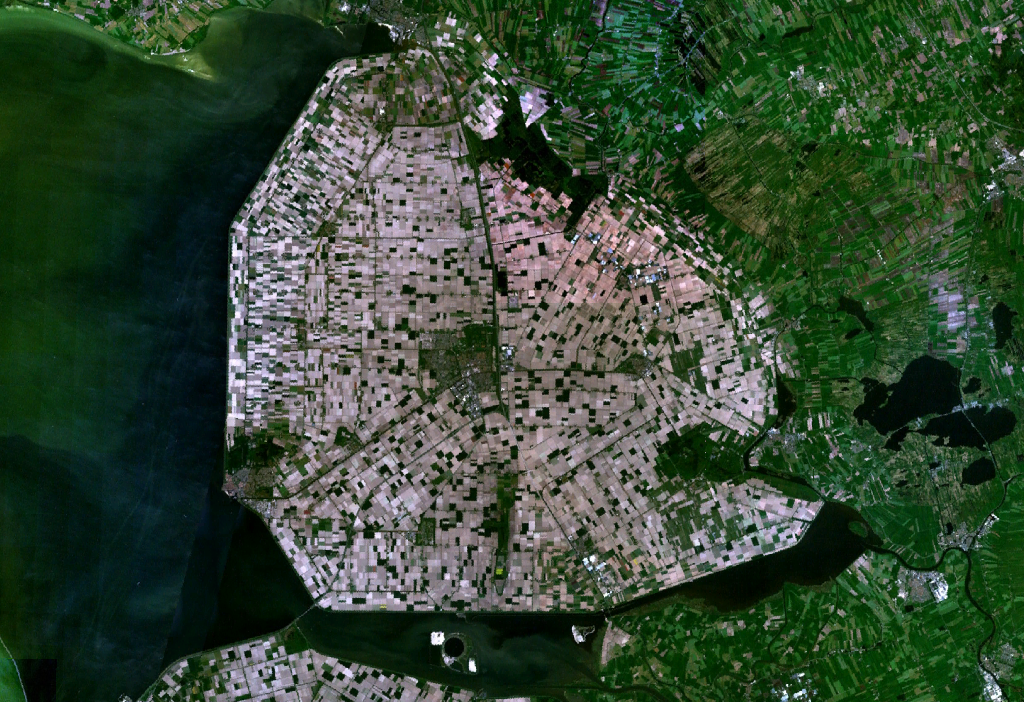
Satellitenfoto des Nordostpolders

Der Originalplan von 1891 sah noch vor, den größten Polder im Südosten gleich nach dem Wieringermeer zu errichten. Doch 1932 wurde beschlossen, den kleineren (und einfacher zu bauenden) Noordoostpolder vorzuziehen. Probleme bei der Finanzierung hatten zur Folge, dass die Arbeiten erst 1936 begannen. Im IJsselmeer wurden zwei Deiche mit einer Länge von zusammen 55 Kilometern errichtet. Einer begann bei Lemmer in der Provinz Friesland, der andere bei Vollenhove in der Provinz Overijssel. Beide Deiche trafen bei der Insel Urk zusammen. Der Ausbruch des Zweiten Weltkriegs hatte zur Folge, dass die Vollendung des zweiten Deiches und der Bau der Pumpstationen zunächst verschoben werden mussten. Erst im Dezember 1940 konnten die Arbeiten abgeschlossen werden, die Pumpstationen nahmen ihren Betrieb erst zu Beginn des Jahres 1941 auf. Im September 1942 war der 480 km² große Noordoostpolder so weit trockengelegt, dass man mit der Erschließung des Gebietes beginnen konnte. Das zum Teil noch unwegsame Gelände diente der niederländischen Widerstandsbewegung als ideales Rückzugsgebiet.
Der Bau des Nordostpolders wurde erleichtert durch die gewonnenen Erfahrungen, das gebändigte IJsselmeer und die Mechanisierung der Bauprozesse. In zunehmendem Maße wurden eigens gebaute Maschinen eingesetzt. Der Schwerpunkt der Landnutzung lag wie im Wieringermeer bei der Landwirtschaft, Gebiete mit weniger fruchtbarem Boden wurden mit Wäldern bepflanzt. Während der Entwicklungsphase gehörte das Land dem Staat, doch einige Jahre nach Vollendung konnten auch Privatpersonen Grundbesitz erwerben. Dabei wurden zunächst die Pioniere berücksichtigt, die von Anfang an im Polder gelebt hatten. Später waren auch Bauern aus den übrigen Niederlanden berechtigt, Land zu erwerben, nachdem sie einem Auswahlverfahren unterzogen worden waren.
Innerhalb des Polders liegen zwei ehemalige Inseln, der Moränenhügel von Urk und ein lang gestrecktes erhöhtes Moorgebiet mit dem Namen Schokland. Urk war und ist bis heute eine von der Fischerei dominierte Gemeinde. Sie diente während der Errichtung der Deiche als natürliche Bauinsel und war die operationelle Basis für die spätere Erschließung des Polders. Urk war bis zum 3. Oktober 1939 eine Insel, als der nördliche der beiden Deiche geschlossen wurde. Die Insel Schokland verschwand erst 1942, als der Polder leer gepumpt wurde. Urk ist bis heute eigenständig geblieben und ist nicht Bestandteil der 1962 entstandenen Gemeinde Noordoostpolder, die den Rest des Polders umfasst.
Die raumordnerische Struktur des Noordoostpolders wurde nach dem System der zentralen Orte von Walter Christaller geplant. Als Mittelzentrum wurde in der Mitte des Polders dafür die 1943 gegründete Stadt Emmeloord angelegt. Sie ist der Verwaltungssitz und das wirtschaftliche Zentrum der Gemeinde Noordoostpolder. Um sie herum wurden fünf Bauernsiedlungen als Unterzentren geplant, sowie nochmals fünf weitere, da man aufgrund einer Bevölkerungsprognose ermittelte, dass diese nicht reichen würden. Sie entstanden in einer Entfernung, die per Fahrrad leicht zu bewältigen ist. Die ersten Siedlungen waren Ens, Marknesse und Kraggenburg (1949), gefolgt von Bant (1951), dann von Creil und Rutten (1953) und zuletzt von Espel, Tollebeek und Nagele (1956).
Von Emmeloord aus führen drei Hauptentwässerungskanäle zu den drei Pumpstationen, die Buma-Station bei Lemmer, die Smeenge-Station bei Vollenhove und die Vissering-Station bei Urk. Die ersten zwei sind elektrisch angetrieben (aber an zwei verschiedene Kraftwerke angeschlossen), während der dritte einen Dieselmotor besitzt. Wie sämtliche Pumpstationen der Zuiderzeewerke sind sie nach Personen benannt, die maßgeblich zum Projekt beigetragen haben.

### Östliches Flevoland
Die Zeit nach dem Zweiten Weltkrieg war geprägt durch die Wiederherstellung des Wieringermeerpolders und der Fertigstellung des Noordoostpolders. Doch bald richtete sich die Aufmerksamkeit auf das nächste Teilprojekt, den östlichen Teil von Flevoland (Oostelijk Flevoland), der mit einer Fläche von 540 km² der größte Polder ist.
Die Arbeiten begannen 1950 auf mehreren Bauinseln im IJsselmeer, die größte davon war Lelystad-Haven, die als Siedlung für die Bauarbeiter diente. Beim Bau des Nordostpolders hatte sich gezeigt, dass das Grundwasser vom alten Land in das neue Land floss, was die Absenkung und Austrocknung des alten Landes zur Folge hatte. Deshalb beschlossen die Verantwortlichen, den Polder hydrogeologisch vom Festland zu trennen. Zu diesem Zweck wurde eine Reihe von Randseen geschaffen (Gooimeer, Ketelmeer, Veluwemeer), dadurch erreichte der Deich eine Länge von über 90 Kilometern.
Mit der Zeit rückte man von den Plänen ab, im Südosten einen einzigen Polder zu bauen, stattdessen waren nun zwei getrennte Polder geplant, die aber die gleiche hydrologische Infrastruktur nutzen sollten. In der Mitte war der Knardijk vorgesehen, als Schutz für einen der Polder, falls der andere überflutet werden sollte. Bei einem solchen Zwischenfall konnte man die zwei Hauptentwässerungskanäle mit einem Wehr schließen.
Bis Februar 1953 verliefen die Bauarbeiten genau nach Plan, als eine große Flut den Südwesten der Niederlande überschwemmte (dieses Ereignis führte zum Bau der Deltawerke). Arbeiter und Maschinen wurden abgezogen, um dort bei den Reparaturen eingesetzt zu werden. 1954 konnten die Arbeiten im östlichen Flevoland wieder aufgenommen werden und der Deich wurde am 13. September 1956 vollendet. Am selben Tag begannen die Pumpstationen zu laufen und hatten den Polder bis Juni 1957 leer gepumpt. Drei Pumpstationen waren gebaut worden, die dieselbetriebene Wortman-Station in Lelystad-Haven sowie die elektrisch betriebenen Stationen Lovink nahe Harderwijk und Colijn am nördlichen Ende beim Ketelmeer. Alle drei besaßen zusätzliche Kapazitäten, da sie auch für den südlichen Polder eingesetzt werden sollten.

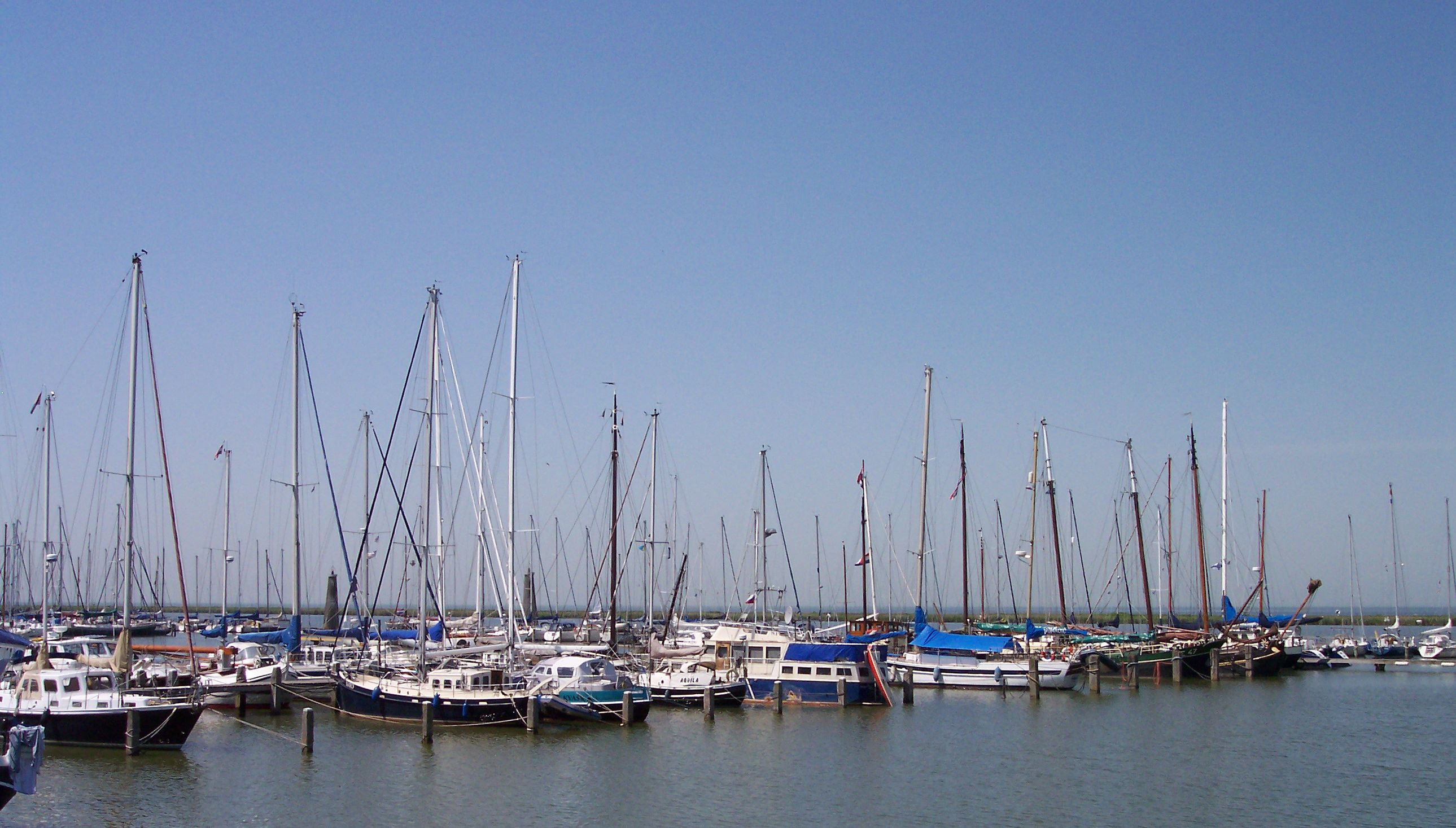
Hafen von Lelystad

Auch der neue Polder wurde nach dem Prinzip der Zentralen Orte ausgelegt. Ein neues Element beim Bau dieses Polders war deshalb die Absicht, eine größere Stadt zu errichten, die die Funktion eines Oberzentrums für die anderen Polder ausüben und später vielleicht die Hauptstadt einer zukünftigen Provinz sein sollte, um die Dezentralisierungspolitik der damaligen Regierung fortzusetzen. Diese Stadt in der Mitte der neu gewonnenen Landstriche war das 1966 gegründete Lelystad, benannt nach Cornelis Lely, dem Initiator der Zuiderzeewerke. Zu diesem Zeitpunkt existierten schon einige kleinere Siedlungen: Dronten als Mittelzentrum war 1962 gegründet worden, gefolgt von den kleineren Satellitendörfern Swifterbant und Biddinghuizen im Jahr 1963. Aus diesen Siedlungen wurde am 1. Januar 1972 die Gemeinde Dronten gebildet. Die offizielle Gründung von Lelystad erfolgte am 1. Januar 1980.
Ursprünglich hatten die Pläne vorgesehen, dass auch dieser Polder mehrheitlich von der Landwirtschaft genutzt werden sollte. Doch die sinkende Nachfrage nach landwirtschaftlichen Nutzflächen, die größere Mobilität und das zu hoch angesetzte Bevölkerungswachstum hatten zur Folge, dass die Anzahl der vorgesehenen Bauernsiedlungen weiter reduziert werden musste. Hatte man schon die Zahl der Orte auf fünf reduziert, nachdem man erkannt hatte, dass auf dem Noordoostpolder aufgrund der Prognose zu viele angelegt worden waren, musste man sie nunmehr auf nur noch zwei reduzieren. Die Errichtung der Siedlung Larsen wurde kurz vor Baubeginn gestoppt; die fünfte, namens Zeewolde, erlebte dagegen eine Renaissance auf dem Polder „Südliches Flevoland“. Der Anteil der Wälder und der Naturreservate war außerdem ungleich höher, da sie nicht mehr bloß das weniger fruchtbare Land bedeckten.

### Südliches Flevoland
Der vierte Polder, das südliche Flevoland (Zuidelijk Flevoland), entstand unmittelbar neben der östlichen Hälfte. Da der Knardijk im Nordosten bereits bestand, mussten nur noch Deiche mit einer Länge von 70 Kilometern gebaut werden. Die Arbeiten begannen zu Beginn des Jahres 1959 und konnten im Oktober 1967 abgeschlossen werden. Da die beiden Hälften von Flevoland eine hydrologische Einheit bildeten, musste nur noch eine Pumpstation gebaut werden, die dieselbetriebene Station De Blocq van Kuffeler. Sie pumpte im Alleingang den 430 km² großen Polder bis Mai 1968 leer. Anschließend wurde sie mit den drei übrigen Stationen betrieblich verbunden und hält seither den Wasserspiegel gemeinsam mit ihnen unter Kontrolle.
Aufgrund der günstigen geographischen Lage in der Nähe der dicht besiedelten Randstad und insbesondere Amsterdam planten die Verantwortlichen eine große Stadt namens Almere, um die Wohnungsnot zu lindern und die Überbevölkerung der zentralen Niederlande zu verringern. Die Stadt besteht aus drei großen Siedlungen, die durch Grüngürtel voneinander getrennt sind: Almere-Haven entlang des Goimeers (1976), Almere-Stad (1980) im Zentrum und Almere-Buiten (1984) im Nordosten in Richtung Lelystad.
Zwischen Almere und Lelystad war ursprünglich ein Gebiet für die Schwerindustrie vorgesehen. Doch da auf dem Festland noch genügend Platz für diesen Zweck vorhanden war, wurde diese Zone weitgehend sich selbst überlassen. Innerhalb weniger Jahre verwandelte sich der so genannte Oostvaardersplassen in ein Brut- und Jagdgebiet für Wasservögel und schließlich in ein Naturreservat von nationaler Bedeutung.
Der zentrale Teil des Polders ähnelt am meisten den vor dem Krieg gebauten Poldern, da er fast ausschließlich der Landwirtschaft vorbehalten ist. Als Kontrast dazu ist der südöstliche Teil von einem dichten Wald bedeckt. Dort befindet sich auch die einzige andere Siedlung des Polders, das im Jahr 1984 errichtete Zeewolde. Zusammen mit Almere wurde Zeewolde am 1. Januar 1984 in den Stand einer Gemeinde erhoben, dies zu einem Zeitpunkt, als die Siedlung noch gar nicht fertiggestellt war.

### Landnutzung auf den bestehenden Poldern
Folgende Tabelle gibt die Größe und die Aufteilung der Nutzungsarten der bestehenden Polder wieder.
| Polder              | Größe   | Landwirtschaft | Wohngebiet | Natur | Infrastruktur |
| ------------------- | ------- | -------------- | ---------- | ----- | ------------- |
| Wieringermeer       | 200 km² | 87 %           | 1 %        | 3 %   | 9 %           |
| Noordoostpolder     | 480 km² | 87 %           | 1 %        | 5 %   | 7 %           |
| Oostelijk Flevoland | 540 km² | 75 %           | 8 %        | 11 %  | 6 %           |
| Zuidelijk Flevoland | 430 km² | 50 %           | 25 %       | 18 %  | 7 %           |

### Markerwaard

Karte mit dem geplanten Polder Markerwaard, Cornelis Lely 1891

Die ursprünglichen Planungen für einen fünften Polder wurden verworfen. Mehrmals war der Bau des 410 km² großen südwestlichen Polders, auch als Markerwaard bekannt, zugunsten anderer Projekte zurückgestellt worden. Teile davon wurden aber dennoch gebaut. 1941 beschloss die Regierung, die erste Sektion des Deiches in Angriff zu nehmen. Dieser 5 km lange und 30 Meter breite Deich, der Bukdijk (deutsche Wortbedeutung: „Bückdeich“), erstreckt sich von Marken nach Norden, der letzten übrig gebliebenen Insel im IJsselmeer und endet nach 2,5 Kilometern. Obwohl andere Polder Vorrang hatten, verlor man Markerwaard nie ganz aus den Augen. Am 17. Oktober 1957 wurde ein 3,5 Kilometer langer Deich zwischen der Insel und dem Festland vollendet.
Als man 1959 mit dem Bau eines dritten Deiches begann, war man sich noch nicht sicher, ob dies der nördliche Deich von Südflevoland oder der südliche Deich von Markerwaard sein würde. Doch dann fiel die Wahl auf die erste Variante und eine weitere Chance für Markerwaard verstrich ungenutzt. 1960 demonstrierte eine kleinere Überschwemmung bei Amsterdam, welche Gefahr das IJsselmeer noch immer darstellte. Als Folge davon wurde ein weiteres Element von Markerwaard gebaut, ein 28 Kilometer langer Damm zwischen Lelystad und Enkhuizen, inklusive zweier Komplexe mit Schifffahrtsschleusen und Abflusskanälen an beiden Enden. Dadurch schrumpfte das IJsselmeer auf eine Fläche von 1250 km², im Gegenzug entstand das 700 km² große Markermeer. Der Bau dieses Dammes, später als Houtribdijk oder „Markerwaarddijk“ bekannt, dauerte über zwölf Jahre, von 1963 bis 1975. Seit der Vollendung dient der Damm als wichtige Straßenverbindung zwischen Noord-Holland, Flevoland und Gelderland.
Die Debatte darüber, ob der Markerwaardpolder überhaupt fertig gebaut werden soll, zog sich über ein Jahrzehnt lang hin. Es bestand kein Bedarf mehr für zusätzliche Landwirtschaftsgebiete, und in dieser Region waren auch keine neuen Wohnsiedlungen notwendig. Die Ökologie und der Wert als Naherholungsgebiet wurden zunehmend höher gewichtet als die möglichen Vorteile des Polders. Auch wurden Zweifel über das Kosten-Nutzen-Verhältnis laut. Obwohl mehrere Regierungen verkündet hatten, am Bau des Markerwaardpolders festzuhalten, auch als möglicher Standort eines Großflughafens (als Alternative zum Ausbau des Amsterdamer Flughafens Schiphol), wurde 1986 beschlossen, das Projekt auf unbestimmte Zeit hinauszuschieben. 2003 wurde das Projekt endgültig aufgegeben.
Trotz des Fehlens des Markerwaardpolders hielt man am Plan fest, aus dem gewonnenen Land eine neue Provinz zu bilden. Dadurch sollte die Verwaltung vereinfacht werden; denn die einzelnen Gemeinden lagen in verschiedenen Provinzen. Urk und der Noordoostpolder waren Teil der Provinz Overijssel, während Dronten zu Gelderland gehörte. Lelystad und das südliche Flevoland waren sogar provinzfreie Gebiete. Schließlich wurden Flevoland und der Nordostpolder am 1. Januar 1986 zur Provinz Flevoland vereinigt, mit Lelystad als Hauptstadt. Das Wieringermeer gehörte nicht dazu und blieb bei der Provinz Noord-Holland. Seit 1996 ist die dem Verkehrsministerium unterstellte Dienststelle „Rijkswaterstaat IJsselmeergebied“ für den Unterhalt der Infrastruktur zuständig.
Anstelle des geplanten Polders entschloss man sich letztlich dazu, ein Naturschutzgebiet im nordöstlichen Teil des Markermeers zu errichten. Unter dem Namen Marker Wadden wurde eine künstliche Inselgruppe geschaffen.